# المجلس الأعلى للثورة الثقافية
المجلس الأعلى للثورة الثقافية (اللجنة الدائمة، (بالفارسية: شورای عالی انقلاب فرهنگی)) هي هيئة يهيمن عليها المحافظون ومقرها قم، تأسست في عهد آية الله الخميني. لا يمكن أن تُنقض قراراتها إلا من قبل المرشد الأعلى للثورة الإسلامية. عُيين معظم أعضائها من قبل علي خامنئي، خليفة روح الله الخميني. يتولى رئيس إيران رئاسة المجلس.

## تاريخ
كان المجلس الأعلى للثورة الثقافية الذي تم تشكيله في ديسمبر 1984 استمرارًا لقيادات الثورة الثقافية. ناقش هذا المجلس ويوافق على القضايا ذات الصلة الخاصة به. كان الخميني يقول إن مثل هذه القضايا الموافق عليها يجب اعتبارها قوانين. ولم يقصد أن المجلس الأعلى للثورة الثقافية هو جهاز تشريعي. ومع ذلك، فإن مشاريع قوانين المصادق عليها هناك اعتمدت كقوانين. وفقًا لتعليمات الراحل الخميني، لا يجوز نقض القضايا المصادق عليها لهذا المجلس.ُشُكل المقر في 12 يونيو 1980، وبعد مرسوم صادر من الخميني تم تكليف المجلس بتدبير دورات مختلفة وصياغة السياسة الثقافية للجامعات في المستقبل انطلاقا من المرجعية الإسلامية، ومن خلال اختيار الكفائات، أساتذة ملتزمين ونبهاء وإدارة القضايا الأخرى ذات الصلة بالثورة الأكاديمية الإسلامية.
في أكتوبر 2001، دعا المجلس الأعلى للثورة الثقافية وضع جميع الشركات الخاصة بالوصول إلى الإنترنت تحت سيطرة الدولة. لم يُنفذ الأمر، لكن البرلمان ناقش مشروع قانون يُلزم مقدمي خدمات الإنترنت منع وصول المستخدمين للمواقع الإباحية.

## الأهداف
الهدف المعلن للمجلس الأعلى للثورة الثقافية هو ضمان الإبقاء على وضعية التعليم والثقافة في إيران «إسلامية 100٪» كما وصى آية الله الخميني. وهذا يشمل العمل ضد «التأثيرات الثقافية» والأيديولوجيات الخارجية.

## الأعضاء الأساسيون ضمن قيادات الثورة الثقافية
النواة الأولى لقيادات الثورة الثقافية بين 1980-1987
| اسم              | عنوان             |
| ---------------- | ----------------- |
| روح الله الخميني | مؤسس              |
| علي خامنئي       | مؤسس ورئيس المجلس |
| مصطفى معين       | وزير العلوم       |
| محمد علي النجفي  | وزير التربية      |
| محمد جواد باهنر  | عضو مجلس          |
| احمد الاحمدي     | عضو مجلس          |
| جلال الدين فارسي | عضو مجلس          |
| مهدي كلشاني      | عضو مجلس          |
| حسن حبيبي        | عضو مجلس          |
| علي شريعتمداري   | عضو مجلس          |
| عبد الكريم سروش  | عضو مجلس          |
| حسن عريفي        | عضو مجلس          |
| أسد الله لاجوردي | عضو مجلس          |

## الأعضاء الحاليين
يتم اختيار جميع أعضاء المجلس البالغ عددهم 41 من قبل المرشد الأعلى لإيران.

### الأعضاء الفخريون
1. أحمد جنتي

### الأعضاء الفرديين
1. علي رضا أعرافي
2. حميد بارسانيا
3. غلام علي حداد عادل
4. رضا دافاري أردكاني
5. حسن رحيمبور أزغدي
6. علي أكبر رشاد
7. سيد علي رضا صدر حسيني
8. محمد رضا عارف
9. محسن قمي
10. محمد علي كنجاد
11. منصور كبجانيان
12. حسين كاتشويان
13. مهدي غلشني
14. علي لاريجاني
15. محمود محمدي أراغي
16. محمد رضا مخبر دزفولي
17. محمد محمدي
18. صادق فايز زاده
19. علي أكبر ولايتي
20. عزت الله ضرغامي
21. عبد الله جاسبي
22. سعيد رضا عاملي

### أعضاء بحكم المنصب
1. رئيس إيران - إبراهيم رئيسي - (رئيسا)
2. رئيس القضاء - غلام حسين محسني الازهي
3. رئيس مجلس الشورى الإسلامي - محمد باقر قاليباف
4. وزارة الثقافة والارشاد الاسلامي - محمد مهدي اسماعيلي
5. وزارة الصحة والتعليم الطبي - بهرام عين الله
6. وزارة العلوم والبحوث والتكنولوجيا - محمد علي زولفيغول
7. وزارة التربية والتعليم - علي رضا كاظمي (بالوكالة)
8. وزارة الشباب والرياضة - حميد سجادي
9. وزارة الداخلية - أحمد وحيدي
10. نائب رئيس الجمهورية الإيرانية
رئيسة مؤسسة النخب الوطنية - سورينا ساتاري
11. نائب رئيس الجمهورية الإيرانية
 رئيس منظمة الخطة والميزانية الإيرانية - مسعود مير كاظمي
12. الوكالة العامة لشؤون المرأة والأسرة - انسيه الخزعلي
13. إذاعة جمهورية إيران الإسلامية - بيمان جبلي
14. هيئة الدعوة الإسلامية - محمد قمي
15. منظمة الثقافة الإسلامية والاتصال - أبو ذر إبراهيمي تركمان
16. تمثيل المرشد الأعلى في الجامعات (منظمة) - مصطفى رستمي
17. المركز الأكاديمي للتربية، الثقافة والبحوث - حميد رضا الطيبي
18. المجلس الثقافي الاجتماعي للمرأة والأسرة - كبرى الخزعلي
19. جامعة آزاد الإسلامية - محمد مهدي طهرانجي
20. رئيس برلمان لجنة الثقافة الإيرانية - مرتضى اغاتهراني
21. رئيس برلمان لجنة التعليم والبحوث الإيرانية علي رضا منادي
22. رئيس البرلمان الإيراني للجنة الصحة والطب - حسين علي شهرياري
23. مكتب الدعوة الإسلامية - أحمد واعظي

## أحداث مهمة

### الثورة الثقافية الإيرانية
كانت الثورة الثقافية (1980-1983) (بالفارسية: إنقلاب فرهنجي) فترة أعقبت الثورة الإسلامية عام 1979 في إيران حيث تم تطهير الأوساط الأكاديمية الإيرانية من التأثيرات الغربية وغير الإسلامية لجعلها تتماشى مع المنهاج الشيعي.
أدت الثورة الثقافية، المدفوعة بقياداتها إلى إغلاق الجامعات مبدئيا لثلاث سنوات (1980-1983) وبعد إعادة فتحها، حُظر العديد من الكتب وطُرد آلاف الطلاب والمحاضرين من المدارس. تضمنت الثورة الثقافية قدرًا معينًا من العنف في الاستيلاء على حرم الجامعات بسبب هيمنة اليساريين على التعليم العالي في إيران ومعارضتهم لرؤية آية الله الخميني للثيوقراطية. قاوموا (دون جدوى). إنتهى الأمر بسيطرة الخميني على العديد من الجامعات. ولا يُعرف عدد الطلاب أو أعضاء هيئة التدريس الذين قتلوا.
لم يتم تنقية نظام التعليم الإيراني من التأثيرات الأجنبية دون تضحيات. بالإضافة إلى إيقاف التعليم والمعيشة المهنية للكثيرين وبدء عصر فكري ثوري، ساهمت العملية في هجرة العديد من المعلمين والتكنوقراطين. أدى فقدان المهارات الوظيفية ورأس المال إلى إضعاف الاقتصاد الإيراني.

### بعد احتجاجات الانتخابات الإيرانية عام 2009
بعد احتجاجات الانتخابات الإيرانية عام 2009، أعلن المجلس الأعلى للثورة الثقافية الإيرانية في ديسمبر / كانون الأول 2009 عن عزل زعيم المعارضة مير حسين موسوي من منصبه كرئيس لأكاديمية الفنون، بناءً على طلب الرئيس آنذاك محمود أحمدي نجاد على ما يبدو.
كان موسوي فنان ومهندس معماري ناجح ورئيسًا للأكاديمية منذ تأسيسها في عام 1998، بل إنه من صمم مبنى الأكادمية. أثار عزل موسوي من منصبه في الأكاديمية استياء زملائه، حيث هدد 27 من 30 من أعضاء هيئة التدريس بالاستقالة تضامنًا، ومن بين أعضاء هيئة التدريس الذين وقفوا إلى جانب موسوي، زوجته زهرة رهنورد، ورسام المنمنمات الشهير محمود فرششيان ومخرجي الأفلام المشهورين. ماجد مجيدي وداريوش مهرجوي.
- الثورة الثقافية الإيرانية
- سياسة إيران
- الثورة الإيرانية
- مجلس الثقافة العام (إيران)
- تمثيل المرشد الأعلى في الجامعات (منظمة)

## روابط خارجية
- الموقع الرسمي للمجلس الأعلى للثورة الثقافية